# Lagenandra
Lagenandra,  su rod vodenih biljaka iz porodice Araceae smješten u tribus  Cryptocoryneae. Pripada mu 16 priznatih vrsta, obično helofita, rjeđe reofita, iz potoka i močvara u Indiji, Bangladešu, istočnoj Himalaji i Šri Lanki.

## Vrste
1. Lagenandra bogneri de Wit
2. Lagenandra cherupuzhica P.Biju, Josekutty & Augustine
3. Lagenandra dewitii Crusio & A.de Graaf
4. Lagenandra erosa de Wit
5. Lagenandra gomezii (Schott) Bogner & N.Jacobsen
6. Lagenandra jacobsenii de Wit
7. Lagenandra keralensis Sivad. & Jaleel
8. Lagenandra koenigii (Schott) Thwaites
9. Lagenandra lancifolia (Schott) Thwaites
10. Lagenandra meeboldii (Engl.) C.E.C.Fisch.
11. Lagenandra nairii Ramam. & Rajan
12. Lagenandra ovata (L.) Thwaites
13. Lagenandra praetermissa de Wit
14. Lagenandra thwaitesii Engl.
15. Lagenandra toxicaria Dalzell
16. Lagenandra undulata Sastry